# Joseph Wright, Jr.
Joseph Wright, Jr.   (Toronto, 28 de març de 1906 - Toronto, 7 de juny de 1981) fou un remer canadenc que va competir durant les dècades de 1920 i 1930. Era fill de Joseph Wright, remer que guanyà dues medalles olímpiques en rem a començaments del segle xx. Es casà amb Martha Norelius, nedadora que guanyà quatre medalles d'or entre els Jocs de 1924 i 1928.
El 1928 va prendre part en els Jocs Olímpics d'Amsterdam, on disputà dues proves del programa de rem. Guanyà la medalla de plata en la prova del doble scull, formant parella amb Jack Guest, mentre en la prova de scull individual quedà eliminat en sèries. Aquell mateix any es convertí en el segon remer canadenc en guanyar la Diamond Challenge Sculls de la Henley Royal Regatta. Quatre anys més tard, als Jocs de Los Angeles, quedà eliminat en sèries en la prova de scull individual del programa de rem.